# Megumi Kagurazaka
Megumi Kagurazaka (神楽坂 恵, nasceu a 28 de setembro de 1982, província de Okayama, Japão) é uma atriz e modelo japonesa. Contratada pelo cineasta Sion Sono, participou no elenco principal dos filmes Tsumetai Nettaigyo (2010) e Koi no Tsumi (2011) e Kibō no Kuni (2012). Em 2012, foi agraciada com o prémio de melhor atriz coadjuvante no "Festival de Cinema de Osaka".

## Filmografia

### Filmes
- Into the Faraway Sky (2007)
- Gakko no kaidan (2007) - Noriko Mamiya
- Madobeno Honky Tonk (2008)
- Spy Girl's Mission Cord #005 (2008)
- Dotei Horoki (2009)
- Pride (2009) - Morita
- Oyasumi Anmonite (2010)
- Tsumetai Nettaigyo (2010) - Taeko Syamoto
- The Parasite Doctor Suzune: Genesis x Evolution (2011) - Naomi
- Koi no Tsumi (2011) - Izumi Kikuchi
- The Land of Hope (2012) - Izumi (Yoichi's wife)
- Himizu (2012) - Keiko Tamura
- The Incredible Truth (2013)

### Televisão
- Shiawase no Jikan (2012)